# Babylonia japonica
Babylonia japonica (Reeve,1842) è un mollusco gasteropode d'acqua salata appartenente alla famiglia Babyloniidae.

## Distribuzione e habitat
Contrariamente a quanto può far ritenere l'epiteto specifico la specie in questione non è diffusa solo nei mari giapponesi ma in tutto l'Indo-Pacifico.